# Намбарин Енхбаяр
В това монголско име Намбарин е презиме, а Енхбаяр е лично име.
Намбарин Енхбаяр (на монголски: Намбарын Энхбаяр) е монголски политик. Той е министър-председател на Монголия (2000 – 2004), председател на парламента (2004 – 2005) и президент на Монголия (2005 – 2009).
Завършва Московския литературен институт през 1980 г. Учи и в университета в Лийдс, Англия. Работи за Монголския съюз на писателите от 1980 до 1990 г. като редактор-преводач, главен секретар и заместник-председател. Превежда класически монголски епоси и работи върху творбите на някои западни писатели, между които е и Чарлз Дикенс.
Енхбаяр е избран за член на Великия държавен хурал (монголския парламент) през 1992 г. Той е министър на културата от 1992 до 1996 г.
През 1997 г. става лидер на опозиционната посткомунистическа Монголска народна революционна партия, в която се включва през 1985 г. Извежда своята партия до победа през 2000 г. На 26 юли 2000 г. единодушно е избран за министър-председател. Енхбаяр се ползва с доверието на своята партия още от времето, когато в Монголия съществува еднопартийната система. На изборите през 2004 г. губи половината от местата в парламента и се коалира с опозиционните партии, като става говорител на правителството.
На президентските избори на 22 май 2005 г. Енхбаяр надделява над Натсагийн Багабанди с 53,4% от гласовете. Най-сериозният му съперник – Мендсайхан Енхсайхан от Демократическата партия, събира 20%.